# Kayapınar
Kayapınar is een wijk van Felahiye in de Turkse provincie Kayseri.
Bij de volkstelling van 2000 telde Kayapınar 6815
inwoners.